# Dan-Bunkering
Dan-Bunkering er en dansk virksomhed fra 1983, der beskæftiger sig med handel af brændstof.

## Historie
Man kan spore oprindelsen for Dan-Bunkering tilbage til Julius Mortensen Shipping, der blev stiftet i 1876. I 1974 blev en anden lokal virksomhed opkøbt, og virksomheden ændrede i den forbindelse navn til H. Sommers Eftf. Shipping ApS.
I 1981 var Torben Østergaard-Nielsen med til at stifte virksomheden Dan-Bunkering ApS, da forretningsdelen omkring salg af olie blev til sin egen selvstændige virksomhed. Tre år senere blev virksomheden omdøbt til A/S Dan-Bunkering Ltd, nogle år efter stiftelsen af Dan-Bunkering overtog Torben Østergaard-Nielsen ejerskabet.
I 2014 skrev Berlingske, at virksomheden var verdens 3. eller 4. største inden for salg af brændstof og smøreolie.

### Salg af brændstof til Syrien
Danmarks Radio kunne i april 2019 afsløre, at Dan-Bunkering havde leveret jetbrændstof til Syrien via russiske skibe, hvilket er imod EU's sanktioner mod landet.